# WD J2356−209
WD J2356–209 även känd som WD 2354–211, är en ensam stjärna belägen i den södra delen av stjärnbilden Valfisken. Den har en  skenbar magnitud av ca 21,03 och kräver ett kraftfullt teleskop med kamera för att kunna observeras. Baserat på uppmätt parallax på ca 15,3 mas beräknas den befinna sig på ett avstånd av ca 211 ljusår (ca 65 parsec) från solen.

## Egenskaper
WD J2356−209 är en vit dvärgstjärna vars synliga spektrum domineras av en bred absorptionsfunktion som har tillskrivits tryckbreddade natrium D-linjer. Närvaron av denna natriumabsorptionsfunktion och upptäckten av spektrallinjer från andra tunga grundämnen (kalcium, järn och magnesium) tyder på att fotosfären vid WD J2356−209 har förorenats av en nyligen inträffad episod av stenig skräptillväxt. En detaljerad analys av spektrumet av WD J2356−209 visar att den ackreterade planetesimalen var onormalt natriumrik och innehöll upp till tio gånger mer natrium än kalcium. Med en effektiv temperatur på 4 040 K var WD J2356−209 den mest metallförorenade vita dvärgen som då (2019) observerats (och även den äldsta, med en kylålder för vit dvärg på cirka 8 miljarder år).